# Вилађо Сан Микеле (Тренто)
Вилађо Сан Микеле је насеље у Италији у округу Тренто, региону Трентино-Јужни Тирол.
Према процени из 2011. у насељу је живело 8 становника. Насеље се налази на надморској висини од 1225 м.